# Arrondissement di Hinche
L'arrondissement di Hinche è un arrondissement di Haiti facente parte del dipartimento del Centro. Il capoluogo è Hinche.

## Geografia antropica

### Suddivisioni amministrative
L'arrondissement di Hinche comprende 4 comuni:
- Hinche
- Cerca-Carvajal
- Maïssade
- Thomonde